# USS 샤이엔 (SSN-773)
USS 샤이엔 (SSN-773)은 미국 해군의 LA급 잠수함이다. 와이오밍주의 샤이엔시의 이름을 한 3번째 미국 해군 군함이다. 62척이 건조된 LA급 잠수함은 2017년 현재 36척이 사용중이며, 샤이엔함은 62척 중 가장 마지막에 건조된 잠수함이다.

## 대한민국

2013년 부산항의 샤이엔함

2003년 미국의 이라크 자유 작전(Operation Iraqi Freedom)에서 토마호크 순항미사일을 처음으로 발사했다. 샤이엔함은 잠수한 상태에서, 12개의 VLS에 장착된 토마호크 순항미사일을 36초 마다 한발씩 발사할 수 있다. 사거리는 3100 km이다.
2013년 3월 말, 샤이엔함이 한미연합 해상 기동훈련해 참가해 한국 해군과 동해, 남해, 서해에서 동시 다발적인 훈련을 벌였다.
2017년 6월 6일, 미국 핵추진 잠수함 샤이엔(Cheyenne·SSN 773)호가 해군작전사령부 부산기지에 입항했다. 12발의 토마호크 미사일은 재래식 탄두를 장착했다. 김동엽 경남대 극동문제연구소 교수는 토마호크 순항미사일은 재래식 탄두를 장착해도 그 위력이 20킬로톤(kt)이하의 전술핵과 맞먹는다고 한다. W80 핵탄두를 장착하면 200 kt 폭발력을 갖는다.
2017년 7월, 미국 하원은 2018 회계연도 국방수권법안을 통과시켰다. 여기에는 아태 지역에 핵탄두 장착 토마호크 순항미사일을 탑재한 핵추진 잠수함 재배치를 검토하는 내용이 포함됐다. 미국 상원을 통과하면 동해에 핵토마호크를 탑재한 미국 잠수함이 배치될 것이다. 한국에는 예전부터 샤이엔함이 자주 오고 있다.
2017년 9월 3일, 북한이 6차 핵실험을 단행하자, 5일 트럼프 대통령은 트위터에 첨단무기를 한일에 판매할 것이라고 밝혔다. 토마호크 순항미사일을 일본에 판매 승인하겠다고 한다. 현재 한국은 사거리 1500 km인 현무-3 순항미사일이 있으며, 일본은 전혀 없다. 한국에는 벙커버스터를 판매할 것이라고 한다.